# Дискография Василия Вакуленко
Дискография Василия Вакуленко, более известного под творческим именем Баста, альтер эго Ноггано и N1NT3ND0, включает в себя музыкальные альбомы, сборники, синглы, совместные работы.
Раннее творчество Баста выпускал под псевдонимом Баста Хрю. Первый альбом с его участием в составе группы «Психолирик» вышел в 1997 году, а второй, в составе «Объединённой Касты», — в 2000 году. В 2000—2001 годы Баста сотрудничает с исполнителем Железкой, с которой в эти годы они выпускают релиз из двух частей в рамках проекта «Свободная Зона». В 2004—2005 годы уже от имени Баста Бастилио выходит ещё два релиза: «Южный Фронт» и «Баста Бастилио».
Первый крупный успех и широкая известность пришла к Басте после выхода альбома «Баста 1». На настоящий момент артист имеет на счету 5 сольных альбомов Басты, 2 совместных альбома: с Гуфом и Смоки Мо, 4 сольных альбома Ноггано, 2 альбома N1NT3ND0, а также другие релизы.

## Студийные альбомы
| Год выпуска | Имя                   | Название                   | Лейбл                                                                          | Комментарий                                                                                       |
| ----------- | --------------------- | -------------------------- | ------------------------------------------------------------------------------ | ------------------------------------------------------------------------------------------------- |
| 1997        | Баста Хрю             | «Первый удар»              | Rap Records                                                                    | В составе «Психолирик».                                                                           |
| 2000        | Баста Хрю             | «В полном действии»        | «Видеосервис»                                                                  | В составе «Объединённая Каста».                                                                   |
| 2000        | Баста                 | «Свободная Зона»           | «Ростов-на-Дону»                                                               | В составе проекта «Свободная Зона» (Железка + Баста)                                              |
| 2001        | Баста Бастилио, Баста | «Свободная Зона (Часть 2)» | «Ростов-на-Дону»                                                               | В составе проекта «Свободная Зона» (Железка + Баста)                                              |
| 2004        | Баста Бастилио        | «Южный Фронт»              |                                                                                |                                                                                                   |
| 2005        | Баста Бастилио        | «Баста Бастилио»           |                                                                                |                                                                                                   |
| 2006        | Баста                 | «Баста 1»                  | «Газгольдер-Рекорд», Студия «Монолит»                                          | Дополненное издание — 2006 год.                                                                   |
| 2007        | Баста                 | «Баста 2»                  | «Газгольдер-Рекорд», «Монолит-Рекордс», Moon Records                           |                                                                                                   |
| 2008        | Ноггано               | «Первый»                   | «Газгольдер-Рекорд», «Монолит», Moon Records                                   |                                                                                                   |
| 2009        | Ноггано               | «Тёплый»                   | «Газгольдер-Рекорд» Moon Records                                               |                                                                                                   |
| 2010        | Баста                 | «Баста 3»                  | «Газгольдер-Рекорд», Moon Records                                              |                                                                                                   |
| 2010        | Баста                 | «Баста/Гуф»                | «Газгольдер-Рекорд», Digital Records                                           | Совместный альбом с Гуфом.                                                                        |
| 2011        | N1NT3ND0              | N1NT3ND0                   | Gazgolder Records                                                              |                                                                                                   |
| 2012        | «ГлаЗ»                | «ГлаЗ»                     | —                                                                              | Неофициальный релиз — в 2011 году. Совместный сайд-проект с QП и 5 Плюх.                          |
| 2013        | Баста                 | «Баста 4»                  | Gazgolder Records                                                              |                                                                                                   |
| 2013        | Bratia Stereo         | Bratia Stereo              | Gazgolder                                                                      | В двух частях.                                                                                    |
| 2015        | Баста                 | «Баста / Смоки Мо»         | Gazgolder Records                                                              | Совместный альбом со Смоки Мо.                                                                    |
| 2016        | Баста                 | «Баста 5»                  | Gazgolder Records, United Music Group, «Национальное музыкальное Издательство» | В двух частях.                                                                                    |
| 2016        | Ноггано               | «Лакшери»                  | Gazgolder Records                                                              |                                                                                                   |
| 2019        | N1NT3ND0              | «Папа на рэйве»            | Gazgolder Records                                                              |                                                                                                   |
| 2020        | Gorilla Zippo         | Vol.1                      | Gazgolder Records                                                              |                                                                                                   |
| 2020        | Баста                 | «Баста 40»                 | Gazgolder Records                                                              |                                                                                                   |
| 2020        | «ГлаЗ»                | «Не три»                   | —                                                                              | Совместный сайд-проект с QП и 5 Плюх.                                                             |
| 2022        | Ноггано               | «Палец на отсечение»       | Gazgolder Records                                                              | 26.10.2022 Василий Вакуленко озвучил название альбома и примерное время релиза - осень 2022 года. |
| 2023        | Gorilla Zippo         | LP1                        | Gazgolder Records                                                              |                                                                                                   |
| 2024        | RABOCHIY GORODOK      | LOMBARD                    | Gazgolder Records                                                              | Дебютный альбом рэп-кор проекта Басты                                                             |

## Сборники

### Сольные сборники
| Год выпуска | Имя            | Название                               | Лейбл                        |
| ----------- | -------------- | -------------------------------------- | ---------------------------- |
| 2005        | Баста          | «Начальное творчество» (в двух частях) | Каста                        |
| 2008        | Баста          | «К тебе»                               | Gazgolder, «Монолит Рекордс» |
| 2009        | Ноггано        | «Неизданное»                           | Газгольдер                   |
| 2009        | Баста, Ноггано | «MP3 Васи»                             | «Газгольдер-Рекорд»          |
| 2013        | Баста          | «Баста+»                               | Gazgolder Records            |
| 2014        | Баста          | iTunes Session                         | Gazgolder Records            |

### Участие
| Год выпуска | Название                        | Лейбл                                                                                       | Участие                                 | Комментарии                                         |
| ----------- | ------------------------------- | ------------------------------------------------------------------------------------------- | --------------------------------------- | --------------------------------------------------- |
| 1999        | «Russkий Рэп Идея № 3»          | ONYX Records                                                                                | Busta Хрю                               | Неофициальный релиз                                 |
| 2006        | «Веселящий Gaz 1»               | Gazgolder Records, «Монолит»                                                                | Баста                                   |                                                     |
| 2006        | «Да Ну Его На Gaz 2»            | Gazgolder Records                                                                           | Баста                                   |                                                     |
| 2007        | «Новости От RAP Recordz»        | «Русский Стандарт»                                                                          | Баста                                   | «Эксклюзивный Хип-Хоп Проект». Неофициальный релиз. |
| 2008        | Hip Hop FM MP3                  | Master Sound Records Ltd., «Грязный Стиль», Gazgolder Records                               | Ноггано                                 | Часть 5.                                            |
| 2008        | «Hip Hop FM — Выпуск 5»         | Master Sound Records Ltd., «Грязный Стиль», Gazgolder Records                               | Ноггано                                 |                                                     |
| 2013        | «Посвящение Михею»              | «Первое Музыкальное Издательство»                                                           | Баста                                   | Трибьют                                             |
| 2014        | «Газгольдер»                    | «Газгольдер-Рекорд»                                                                         | Баста, Ноггано, N1NT3ND0, Bratia Stereo | Сборник саундтреков                                 |
| 2014        | «Lyapis Crew. Трибьют. Vol. 1»  | «Союз Мьюзик»                                                                               | Баста                                   | Трибьют                                             |
| 2015        | «Gazgolder. К тебе»             | «Газгольдер-Рекорд»                                                                         | Баста                                   |                                                     |
| 2015        | «СОЮЗ + Hip-Hop»                | «Студия СОЮЗ», «Газгольдер-Рекорд»                                                          | Баста                                   |                                                     |
| 2015        | «Баста+ 2015»                   | Gazgolder                                                                                   | Баста, Ноггано                          |                                                     |
| 2015        | «Hip Hop. Все свои»             | «Студия СОЮЗ»                                                                               | Баста                                   |                                                     |
| 2016        | «Ке-ды»                         | «Легенда Проджект Групп», «Газгольдер-Рекорд», «Первое Музыкальное Издательство», «Мелодия» | Баста, Ноггано                          | Сборник саундтреков                                 |
| 2016        | «Союз 59»                       | «Студия СОЮЗ»                                                                               | Баста                                   |                                                     |
| 2016        | «Золотой граммофон 2016»        | «Первое Музыкальное Издательство»                                                           | Баста                                   |                                                     |
| 2016        | «Радио и интернет хиты, Vol. 3» | «Первое Музыкальное Издательство»                                                           | Баста                                   |                                                     |
| 2017        | «Притяжение»                    | «Первое Музыкальное Издательство»                                                           | Баста                                   | Сборник саундтреков                                 |
| 2017        | Summer Music 2017               | Warner Music Group                                                                          | Баста                                   |                                                     |
| 2022        | «Поколение Брат»                | «Первое Музыкальное Издательство» Gazgolder                                                 | Баста                                   | Трибьют                                             |

## Синглы

### Баста Хрю
- 1997 — «Нами прожитые дни»
- 1997 — «Город»
- 1998 — «Моя игра»

### Баста
- 2006 — «Мама»
- 2006 — «Так плачет весна»
- 2006 — «Раз и навсегда»
- 2006 — «Сам по себе»
- 2006 — «Девочка-суицид»
- 2006 — «Ты та»
- 2006 — «Осень»
- 2006 — «Мои мечты»
- 2006 — «Моя игра»
- 2007 — «Мне нужен бит»
- 2007 — «Чувства»
- 2007 — «Война»
- 2007 — «Сон» (совместно с Лея Верба)
- 2007 — «Город дорог» (совместно с Centr)
- 2007 — «Всем берегам» (совместно с Centr)
- 2008 — «Наше лето» (совместно с МакSим)
- 2009 — «Не всё потеряно» (совместно с Guf)
- 2009 — «Ростов»
- 2010 — «Нет такой, как ты»
- 2010 — «Обернись» (совместно с «Город 312»)
- 2010 — «Солнца не видно» (совместно с Бумбокс)
- 2010 — «Любовь без памяти»(совместно с Тати)
- 2010 — «Хэндз Ап!»
- 2010 — «Урбан»
- 2010 — «Деньги»
- 2010 — «Олимпиада 80»
- 2010 — «Кинолента»
- 2010 — «Россия»
- 2010 — «Свобода»
- 2010 — «Театр»
- 2010 — «Ходим по краю» (совместно с Guf)
- 2010 — «Отпускаю»
- 2010 — «Тёмная ночь»
- 2012 — «Наше лето» (совместно с МакSим)
- 2012 — «Моя вселенная» (совместно с Тати)
- 2013 — «Интро Баста 4»
- 2013 — «ЧК (Чистый Кайф)»
- 2013 — «Зелёный театр» (совместно с «АК-47», Смоки Мо, Словетский, «Триагрутрика», Tati & QП)
- 2014 — «Моё кино» (Приглашение в тур Газгольдер)
- 2014 — «Приглашение в Зелёный Театр 2014» (совместно с Тати и Смоки Мо)
- 2014 — «Евпатория» (кавер «Ляпис Трубецкой»)
- 2014 — «Каменные цветы» (совместно со Смоки Мо и Елена Ваенга)
- 2014 — «Старая школа» (совместно со Смоки Мо)
- 2015 — «Хочу к тебе» (совместно с Тати)
- 2015 — «Скрипка Страдивари»
- 2015 — «Нас не нужно жалеть» (стихи Семёна Гудзенко)
- 2015 — «Финальный матч» (Официальный гимн «Матч ТВ»; совместно со Смоки Мо)
- 2016 — «Голос» (совместно с Полиной Гагариной)
- 2016 — «I Just Live My Life» (совместно с CVPELLV)
- 2016 — «Выпускной (Медлячок)»
- 2016 — «Приглашение на фестиваль Gazgolder Live» (совместно с Charusha)
- 2016 — «Родная» (совместно с Софи; кавер «Калинов Мост»)
- 2016 — «Ангел Веры» (совместно с Полиной Гагариной)
- 2017 — «Сансара» (совместно с: Диана Арбенина, Александр Ф. Скляр, Сергей Бобунец, SunSay, Скриптонит, Ант)
- 2017 — «Улица» (OST: Сериал Улица)
- 2017 — «Приглашение в тур по Германии (Дойчланд)»
- 2017 — «Папа What’s Up»
- 2018 — «Бони и Клайд»
- 2018 — «Моё кино»
- 2018 — «Миллион Голосов» (cover Jason Derulo)
- 2018 — «Мы с тобой» (совместно с Алсу)
- 2018 — «STAY»
- 2019 — «Америка салют!»
- 2019 — «Без тебя» (совместно с Дворецкой)
- 2019 — «Зажигать» (совместно с Daria Yanina)
- 2019 — «Музыка будь со мной»
- 2019 — «Не пара» (совместно с Straniza)
- 2019 — «Привет» (совместно с Matrang)
- 2019 — «СКА-Ростов»
- 2019 — «На заре» (cover гр. Альянс)
- 2019 — «Мама из ЦСКА»
- 2020 — «Я никогда не видел моря» (cover гр. 25/17)
- 2020 — «#Поприколу» (совместно с Ёлкой)
- 2020 — «40»
- 2020 — «Каждый перед Богом наг» (стихи Иосифа Бродского)
- 2020 — «неболей» (совместно с Zivert)
- 2020 — «Шар» (совместно со Смоки Мо)
- 2021 — «Knockdown»
- 2021 — «Ты была права»
- 2022 — «Мутная вода»
- 2022 — «AUSHPANA»
- 2022 — «Осень (20.22)» (совместно с Andro)
- 2022 — «Верю в тебя»
- 2022 — «Белый шум» (совместно с Белым Шумом)
- 2022 — «Времени нет» (совместно с Feduk)
- 2023 — «Лёгкие деньги»
- 2023 — «Семейный бизнес»
- 2023 — «ЧП23»
- 2023 — «Ты так мне необходим» (совместно с Mona)
- 2023 — «Кавабанга»
- 2023 — «Где ты теперь и с кем» (совместно с HammAli & Navai)
- 2023 — «Помни» (совместно с Straniza)
- 2023 — «Кавабанга 2.0»
- 2023 — «Рэквием»
- 2024 — «Босые ноги» (совместно с Jakone)

##### Как приглашённый артист
- 2008 — «Большой бизнес» (совместно с Батиштой и G-gun, Чеком, Guf, Mc Белым, Кос)
- 2012 — «Холодный мир» (совместно с Лионом)
- 2012 — «Тост за свободу» (совместно с Тати, Словетским, Билли Новик & Смоки Мо)
- 2016 — «Самолёты» (совместно с Lil Kate)
- 2017 — «Посмотри в глаза» (совместно с Паулиной Андреевой; OST: «Мифы»)
- 2017 — «Оливье с нами (Новогодняя)» (совместно с «Фрукты»)
- 2021 — «Мама» (совместно со Скриптонитом, Feduk, Truwer & Niman)
- 2022 — «Голоса» (совместно с ПарТизаНом & Максом Re)
- 2023 — «Станет легче» (совместно с Seemee)
- 2023 — «Там где я» (совместно с Albak52 и Aarne)
- 2023 — «Новый GOAT» (совместно с Дмитрий Ликс, Бустер и STOPBAN)
- 2024 — «Клиффхэнгер» (совместно с SODA LUV)
- 2024 — «Красные розы» (совместно с LIL KAVKAZ и OG MINAY)

### Ноггано
- 2008 — «Давай делай шире круг» (feat. Guf, 5 Плюх, Витя АК)
- 2008 — «Дождливая песня» (feat. 5 Плюх, Стриж)
- 2009 — «Качели. Часть 2» (совместно с Guf)
- 2010 — «Тем кто с нами» (feat. «АК-47», Guf)
- 2010 — «Овощ (Врубаешься, чё к чему)»
- 2011 — «С Новым годом, Россия!» (feat. QП)
- 2014 — «Russian Paradise» (feat. «АК-47»)
- 2015 — «Собака Съела Товар»
- 2015 — «Дети Капитана Гранта»
- 2015 — «Питон»
- 2016 — «No Banditos»
- 2016 — «Бра-за-Бро» (feat. Купэ)
- 2016 — «Ролексы»
- 2017 — «Герой» (feat. Pharaoh, Mnogoznaal)
- 2017 — «Ленинград» (feat. QП)
- 2018 — «Дети капитана Гранта»
- 2018 — «С Новым годом, Россия!» (feat. QП)
- 2018 — «Волга» (feat. Крёстная семья)
- 2020 — «Зомби» (feat. Lil Zombie)
- 2020 — «#некорона» (feat. VAVAN)
- 2023 — «Обнинск»

Как приглашённый артист
- 2009 — «Дай мне» (feat. Le Truk)
- 2017 — «Герой» (feat. Pharaoh, Mnogoznaal)
- 2017 — «Улыбнись» (feat. Неизвестность)
- 2017 — «Голуби» (feat. 25/17) (Альбом «Умереть от счастья»)
- 2019 — «Обрез» (feat. Словетский)

### N1NT3ND0
- 2010 — «Шутники» (стилизованное имя Nin-Ten-Do)
- 2011 — «Отмели» (feat. «Крёстная семья»)
- 2011 — «Чёрный пистолет» (feat. Купэ)
- 2011 — «Ламбада»

### Bratia Stereo
- 2013 — «Supa Life»
- 2013 — «Just Take»
- 2013 — «Real Psycho» (feat. Tony Tonite)
- 2013 — «Ayayay» (feat. Tony Tonite)

### F, Баста
- 2021 — «Криоген» (feat. Rickey)

Ремиксы
- 2013 — Баста — «ЧК (Чистый кайф) Braтья Стерео Remix»
- 2014 — Тати — «Радуга (Bratia Stereo Remix)»
- 2019 — N1NT3ND0 — «Пуля за брата (CVPELLV Remix)»
- 2020 — Баста — «Сансара (TIMUJIN Remix)»
- 2020 — Баста — «ЧК (Чистый кайф) (DJ Noiz Remix)»
- 2020 — Баста ft. Guf — «Если бы (DJ Хобот & Алексей PROFF Назарчук Remix)»
- 2020 — Баста — «Когда я смотрю на небо (Tuman, Doyeq Remix)»
- 2020 — Баста ft. Алена Омаргалиева — «Я поднимаюсь над землей (Krot Remix)»
- 2020 — Баста ft. Zivert — «неболей (Denis First Remix)»
- 2021 — «Ты была права (Remix)»
- 2021 — Ноганно ft. Купэ — «Оп, давай давай (Da.lab Remixes)»

## Гостевое участие
В разделе приведено только текстовое участие. Не приведено участие в записи музыки (битов). Не указаны сборники лейблов и саундтреков, а также совместные альбомы.

### Баста
- 2007 — Centr — «Качели» («Город дорог», «Всем берегам»)
- 2008 — ST — «Сто из ста» («Ретро», «Мой стиль»)
- 2009 — Guf — «Дома» («Не всё потеряно»)
- 2010 — Krec — «Осколки» («Ближе» feat. Check)
- 2010 — Смоки Мо — «Выход из темноты» («Один на один»)
- 2010 — Ruskey — «Имена» («Тимур»)
- 2011 — «Песочные люди» — «Колесо — оба зрения» («Весь этот мир»)
- 2012 — Кажэ Обойма — «Катарсис» («Ангел»)
- 2012 — Витя АК — «Жирный» («Круто верить в чудеса»)
- 2012 — Лион — «Лучше, чем вчера» («Холодный мир»)
- 2012 — Guf — «Сам и…» («Гуф умер»)
- 2013 — ST — 25 («Мой стиль»)
- 2013 — Jahmal — «Тяжеловес» («На златом крыльце сидели»)
- 2013 — Смоки Мо — «Младший» («Крепкий чай»)
- 2014 — Жара — «Жара» («Вера в нас»)
- 2014 — Тати — Tati («Шар» feat. Смоки Мо)
- 2014 — Смоки Мо — «Кара-Тэ. 10 лет спустя» («Герман и Патрик (Баста remix)»)
- 2014 — Рем Дигга, Эфди Вадим — «Граната» («Другой»)
- 2015 — Кравц — «Плохой романтик» («Давай зажигать»)
- 2016 — Cvpellv — Phonogram Pt.2 («Follow Me»)
- 2016 — Полина Гагарина — «9» («Целого мира мало»)
- 2016 — L'One & Влади — «Гравитация» («Ракета»)
- 2016 — Lil Dik — «Пароль: BLAZHEN$TVO» («Низкий флекс»)
- 2016 — Ноггано — «Лакшери» («Тихий Дон»)
- 2017 — Zloi Negr — «ZLOI ПУТЬ» (feat. Schokk, D.Masta, Пика, Rigos, Миша Крупин, Твёрдый, L (iZReaL), Murovei, Смоки Мо, Yung Trappa, ILLA, C. CHEV, Yanix, Dino MC 47, I1, Слава КПСС, СД)
- 2017 — МС Хованский — «Моё гэнгста» («Intro»)
- 2017 — Скриптонит — «Праздник на улице 36» («Первый»)
- 2017 — Город 312 — «Новая музыка/Без вариантов» («Обернись»)
- 2017 — CVPELLV — Saturation («Rajah Wanna Dance»)
- 2017 — Obladaet & Markul — Friends & Family («Баста»)
- 2018 — Константа & Словетский — «Транш 2. Сердцевина» («Пойдем покурим на лоджию»)
- 2018 — Кажэ Обойма — «1983 (Best)» («Ангел»)
- 2021 — Каста, Рем Дигга & Белый Будда — «Чернила осьминога (Deluxe)» («Годы неправды»)
- 2021 — ГРОТ — «Узники горизонта» («Вечное начало»)
- 2023 — Saluki — «Wild Ea$t» («HOME»)
- 2023 — Seemee — «Holod72» («Станет легче»)
- 2023 — Straniza — «Страница 1» («Помни»)
- 2024 — Егор Крид — «Завтра» («Меньше чем три»)

### Ноггано
- 2008 — Centr — «Эфир в норме» («Качели часть 2»)
- 2009 — Сява — «Бодрячком» («Ну-ка на-ка»)
- 2009 — Птаха — «Ни о чём» («Клён» feat. Тато, Тати)
- 2009 — КРП — «Мой магнитофон» («В ротацию», «Матрешки» (Bonus), «С Новым годом Россия» (Bonus), «Супер трэк» feat. Ди, Куйбар (Bonus))
- 2010 — «Каста» — «ХЗ» («Viva la Revolución»)
- 2010 — «АК-47» — «МегаPolice» («АК-47 (Интро)», «Под 0 (Скит)», «Как Страшный Фильм», «Не Стесняйся», «Позитивный (Скит)», «Тем Кто С Нами» feat. Guf, «Ах, Береза (Аутро)»)
- 2010 — Децл — «Здесь и сейчас» («Дай мне»)
- 2011 — «Триагрутрика» — «Т.Г.К.липсис» («На Восходе»)
- 2011 — N1NT3ND0 — N1NT3ND0 («Будь на чеку»)
- 2012 — Витя АК — «Жирный» («Все что в жизни есть у меня», «Ох*енный рэп» feat. Пика)
- 2012 — Словетский — Mozaika («Пока на льду»)
- 2013 — Баста — «Баста+» («Всем нашим братьям»)
- 2015 — «АК-47» — «Третий» («No Pasaran!!!», «Ху-й-на-нэ», «Поверх бита», «Дас ис фантастик», «Russian Paradise»)
- 2017 — «25/17» — «Умереть от счастья» («Голуби»)
- 2017 — Zloi Negr — «Zloi Gaz Mix» («Барыгу долбить»; лонгмикс feat. D.Masta, Kevin2k, Yung Trappa, Скриптонит, Крип-а-Крип, Zloi Vlad, Сява, Гига1, Basic Boy, Смоки Мо, TOH, MVZE, Твёрдый, U-Rich, Энди Картрайт, Yanix, Markul, Face, Yad, Гурмэ, T-Fest, Словетский, SLOVO, неизвестность, Obladaet, Porchy, HARV3Y, Alphavite, Setk1, Anton AK)
- 2023 — RAM — «Action» («Перепутал»)

### N1NT3ND0
- 2013 — Bratia Stereo — Bratia Stereo («Lambada» feat. Tati)
- 2016 — Ноггано — «Лакшери» («Бра беги»)

### Dead Василь
- 2010 — «АК-47» — «МегаPolice» («Моя Игра»)

### Antimary
- 2016 — Ноггано — «Лакшери» («Не кури марихуану»)

## Саундтреки
| Год  | Фильм                                    | Песни из кинофильма | Из альбомов                                                       |
| ---- | ---------------------------------------- | --- | ----------------------------------------------------------------- |
| 2006 | «ЖАRA»                                   | «В городской суете» | Баста 1                                                           |
| 2008 | «Чайный пьяница»                         | «Чайный пьяница» «Раз и навсегда» | Баста 1 Баста 2                                                   |
| 2008 | «Рвы»                                    | «Бэйби-бой» «Птицы» «Болезнь» «Калифорния» | Баста 2 Первый — Тёплый                                           |
| 2008 | GTA 4 (видеоигра)                        | «Мама» | Баста 1                                                           |
| 2009 | «Путь»                                   | «Мама» | Баста 1                                                           |
| 2010 | «Нереальный кастинг»                     | «Кастинг» | Баста 3                                                           |
| 2010 | «Антикиллер Д.К: Любовь без памяти»      | «Любовь без памяти» | Баста 3                                                           |
| 2010 | «Пруха»                                  | «Урбан» «Обернись» при уч. «Город 312» | Баста 3 Баста 3                                                   |
| 2011 | «Выкрутасы»                              | «Жульбаны» при уч. «Крёстная семья» | Свежее мясо                                                       |
| 2011 | «Бабло»                                  | «Гив ми мани» | N1NT3ND0                                                          |
| 2011 | «Высоцкий. Спасибо, что живой»           | «Райские яблоки» | Баста 4                                                           |
| 2014 | «Новый Человек-паук. Высокое напряжение» | «Супергерой» | —                                                                 |
| 2014 | «Газгольдер»                             | «Russian Paradise» при уч. «АК-47» «Шутники» «Ayayay» при уч. Tony Tonite «Облака» «Заколоченное» при уч. Гуф «Я или ты» при уч. Тати «Криминал» при уч. Тати «This Is My Last Party» «Кастинг» | Третий N1NT3ND0 — Тёплый — Баста 4 N1NT3ND0 Bratia Stereo Баста 3 |
| 2015 | «Родина»                                 | «Там, где нас нет» | Баста 5                                                           |
| 2016 | «Ке-ды»                                  | «Партизан» «Слон» при уч. Аглая Шиловская «Дети капитана Гранта» «Я смотрю на небо» «Кастинг»                                                                                                   | Баста 5 — Лакшери Баста 5 Баста 3                                 |
| 2016 | «Хардкор»                                | «I Just Live My Life» | —                                                                 |
| 2017 | «Притяжение»                             | «Ракета» при уч. L’One, Влади | —                                                                 |
| 2017 | «Я и Уда. Искупление»                    | «Мастер и Маргарита» при уч. Юна | —                                                                 |
| 2017 | «Улица»                                  | «Улица» | —                                                                 |
| 2017 | «Мифы»                                   | «Посмотри в глаза» при уч. Паулина Андреева | —                                                                 |
| 2019 | «Т-34»                                   | «Под палящим огнем» при уч. Пелагея | —                                                                 |
| 2019 | «Страшно так жить»                       | «Текст» | —                                                                 |
| 2021 | «Регби»                                  | «На вес золота» | —                                                                 |
| 2022 | «Одна»                                   | «Наугад» при уч. Daria Yanina | —                                                                 |

## Концертные альбомы
- 2013 — «„БАСТА LIVE“ (Crocus City Hall 2012)» (Москва, 2012)
- 2016 — «Live @Ледовый дворец (СПБ)» при уч. Большой Симфонический Оркестр Санкт-Петербурга (Санкт-Петербург, 2015)
- 2019 — «Так и живьём. Дорожный альбом (Live)»

## Видеография
В разделе отсутствует значительная часть видеоприглашений.
| Баста         | Баста                                                                                                | Баста                                          |
| Год           | Клип                                                                                                 | Альбом                                         |
| ------------- | --- | ---------------------------------------------- |
| 2006          | «Внутренний боец»                                                                                    | «Баста 2»                                      |
| 2006          | «Осень»                                                                                              | «Баста 1»                                      |
| 2007          | «Весна»                                                                                              | «Баста 1»                                      |
| 2007          | «Сон» (ft. Леся Верба)                                                                               | «Баста 2»                                      |
| 2007          | «Мама»                                                                                               | «Баста 1»                                      |
| 2007          | «Наше лето» (при уч. МакSим)                                                                         | «Баста 2»                                      |
| 2007          | «Внутренний боец»                                                                                    | «Баста 2»                                      |
| 2007          | «Чайный пьяница»                                                                                     | «Баста 2»                                      |
| 2007          | «Baby Boy»                                                                                           | «Баста 2»                                      |
| 2008          | «Моя игра» (feat. Guf)                                                                               | «Баста 2»                                      |
| 2008          | «Город дорог» (при уч. Centr)                                                                        | «Качели» (альбом Centr)                        |
| 2009          | «Обернись» (при уч. «Город 312»)                                                                     | «Баста 3»                                      |
| 2009          | «Хендз Ап!»                                                                                          | «Баста 3»                                      |
| 2009          | «Свобода» (при уч. Витёк и Fike)                                                                     | —                                              |
| 2009          | «Любовь без памяти» (при уч. Тати)                                                                   | «Баста 3»                                      |
| 2010          | «Урбан»                                                                                              | «Баста 3»                                      |
| 2010          | «Сон» (при уч. Леся Верба)                                                                           | «Баста 2»                                      |
| 2010          | «Ростов»                                                                                             | «Баста 3»                                      |
| 2010          | «Тёмная ночь»                                                                                        | —                                              |
| 2011          | «Соответственно» (при уч. Guf)                                                                       | «Баста/Гуф»                                    |
| 2011          | «Босанова»                                                                                           | «Баста 3»                                      |
| 2011          | «Солнца не видно»                                                                                    | —                                              |
| 2011          | «Самурай» (при уч. Guf)                                                                              | «Баста/Гуф»                                    |
| 2011          | «Здрасте» (при уч. Гига)                                                                             |                                                |
| 2011          | «Другая волна» (при уч. Guf)                                                                         | «Баста/Гуф»                                    |
| 2011          | «Райские Яблоки»                                                                                     | «Баста 4»                                      |
| 2011          | «Весь этот мир» (при уч. «Песочные Люди»)                                                            | «Колесо — оба зрения» (альбом «Песочные Люди») |
| 2011          | «Раз и навсегда»                                                                                     | —                                              |
| 2012          | «Кастинг»                                                                                            | «Баста 3»                                      |
| 2012          | «Свобода» (при уч. Словетский, Смоки Мо, Тати, Билли)                                                | —                                              |
| 2012          | «Зеленый Театр 2012» (при уч. Guf)                                                                   | —                                              |
| 2012          | «Гуф умер» (при уч. Guf)                                                                             | «Сам и…» (альбом Guf’a)                        |
| 2012          | «Мама» (сover Михей)                                                                                 | «Баста 4»                                      |
| 2012          | «Ангел» (при уч. Кажэ Обойма)                                                                        | «Катарсис» (альбом Кажэ Обоймы)                |
| 2013          | «ЧК (Чистый Кайф)»                                                                                   | «Баста 4»                                      |
| 2013          | «Интро с альбома #Баста4»                                                                            | «Баста 4»                                      |
| 2013          | «Крепкий чай» (при уч. Смоки Мо)                                                                     | «Младший» (альбом Смоки Мо)                    |
| 2013          | «Это дороже денег»                                                                                   | «Баста 4»                                      |
| 2013          | «Приглашение в Зелёный Театр 2014» (ft. Тати / Смоки Мо)                                             | —                                              |
| 2013          | «Зеленый Театр» (при уч. «АК-47», Смоки Мо, Словетский, Тати, «ТГК», QП)                             | —                                              |
| 2013          | «Я или ты» (при уч. Тати)                                                                            | «Баста 4»                                      |
| 2013          | Рем Дигга — «Шмарина»                                                                                | «Черника» (альбом Рем Дигги)                   |
| 2014          | Gazgolder — «Тур в поддержку фильма» (Видеоприглашение)                                              | —                                              |
| 2014          | «Приглашение в тур Газгольдер» (Моё кино)                                                            | —                                              |
| 2014          | «Моя вселенная» (при уч. Тати)                                                                       | «Баста 4»                                      |
| 2014          | «Солнца не видно» (при уч. «Бумбокс»)                                                                | «Баста 3»                                      |
| 2014          | «Супергерой»                                                                                         | —                                              |
| 2014          | «Вера в нас» (при уч. Жара)                                                                          | «Жара» (альбом Жары)                           |
| 2014          | «Шар» (при уч. Тати, Смоки Мо)                                                                       | Tati (альбом Тати)                             |
| 2014          | «Рэп, который по-лютому прёт»                                                                        | «Баста 4»                                      |
| 2014          | «Каменные цветы» (при уч. Смоки Мо)                                                                  | «Баста / Смоки Мо»                             |
| 2014          | «ЧП» (при уч. Guf)                                                                                   | «Баста/Гуф»                                    |
| 2014          | «Заколоченное» (при уч. Guf)                                                                         | —                                              |
| 2014          | «Старая школа» (при уч. Смоки Мо)                                                                    | «Баста / Смоки Мо»                             |
| 2015          | «Аллилуйя» (при уч. Смоки Мо)                                                                        | «Баста / Смоки Мо»                             |
| 2015          | «Лёд» (при уч. Смоки Мо, Скриптонит)                                                                 | «Баста / Смоки Мо»                             |
| 2015          | «Хочу к тебе» (при уч. Тати)                                                                         | —                                              |
| 2015          | «Мама»                                                                                               | «Музыка без лишних слов»                       |
| 2015          | «Кастинг»                                                                                            | «Музыка без лишних слов»                       |
| 2015          | «Скрипка Страдивари»                                                                                 | —                                              |
| 2015          | «Калифорния»                                                                                         | «Музыка без лишних слов»                       |
| 2015          | «Раз и навсегда»                                                                                     | «Музыка без лишних слов»                       |
| 2015          | «Музыка мафия» (при уч. Смоки Мо)                                                                    | «Баста / Смоки Мо»                             |
| 2015          | «Нас не нужно жалеть»                                                                                | —                                              |
| 2015          | «Пуэрчик Покрепче»                                                                                   | «Баста 4»                                      |
| 2015          | «Там, где нас нет»                                                                                   | «Баста 5»                                      |
| 2015          | «Миллионер из трущоб» (при уч. Смоки Мо, Скриптонит)                                                 | «Баста / Смоки Мо»                             |
| 2016          | «Самолеты» (при уч. Lil Kate)                                                                        | —                                              |
| 2016          | «Я смотрю на небо»                                                                                   | «Баста 5»                                      |
| 2016          | «Слон» (при уч. Аглая Шиловская)                                                                     | —                                              |
| 2016          | «Интро (Моё время в пути)»                                                                           | «Баста 5»                                      |
| 2016          | «Голос» (при уч. Полина Гагарина)                                                                    | «Баста 5»                                      |
| 2016          | «Выпускной (Медлячок)»                                                                               | «Баста 5»                                      |
| 2016          | «Приглашение на GazgolderLive» (при уч. Charusha)                                                    | —                                              |
| 2016          | «Бонни и Клайд»                                                                                      | —                                              |
| 2016          | «Родная (Калинов Мост Cover)» (при уч. Софи)                                                         | —                                              |
| 2016          | «Фонари» (при уч. Тати)                                                                              | «Баста 5»                                      |
| 2016          | «Остаемся с вами» (совместно с детьми «ИМЕНА Продакшн», Триагрутрика)                                | —                                              |
| 2016          | «Я рано научился летать»                                                                             | «Баста 5»                                      |
| 2016          | «Давай зажигать» (при уч. Кравц)                                                                     | «Плохой романтик» (альбом Кравца)              |
| 2016          | «Я поднимаюсь над землей» (при уч. Алена Омаргалиева)                                                | «Баста 5»                                      |
| 2017          | «Мастер и Маргарита» (feat. Юна; OST «Я и Уда. Искупление»)                                          | —                                              |
| 2017          | «Сансара» (при участии: Диана Арбенина, Александр Ф. Скляр, Сергей Бобунец, SunSay, Скриптонит, Ант) | —                                              |
| 2017          | «Ангел Веры» (при уч. Полина Гагарина)                                                               | —                                              |
| 2017          | «Троллейбус»                                                                                         | «Баста 5»                                      |
| 2017          | Каста — «Скрепы»                                                                                     | «Четырёхглавый орёт» (альбом «Касты»)          |
| 2017          | «Приглашение в тур по Германии (Дойчланд)»                                                           | —                                              |
| 2017          | Паулина Андреева — «Посмотри в глаза» (OST: «Мифы»)                                                  | —                                              |
| 2017          | «Папа What’s Up»                                                                                     | —                                              |
| 2018          | «Мои разбитые мечты»                                                                                 | «Баста 5»                                      |
| 2018          | «Буду»                                                                                               | «Баста 5»                                      |
| 2018          | «Я почти погиб»                                                                                      | «Баста 5»                                      |
| 2018          | «Мы с тобой» (при уч. Алсу)                                                                          | «Я хочу одеться в белое» (альбом Алсу)         |
| 2019          | «Скандал» (при уч. T-Fest)                                                                           | «Иностранец» (альбом T-Fest)                   |
| 2019          | «Америка, салют!»                                                                                    | —                                              |
| 2019          | «Без тебя» (при уч. Дворецкая)                                                                       | —                                              |
| 2019          | «Зажигать» (при уч. Daria Yanina)                                                                    | —                                              |
| 2019          | «Привет» (при уч. Matrang)                                                                           | —                                              |
| 2019          | «Не пара» (при уч. Stranlza)                                                                         | —                                              |
| 2019          | «Страшно так жить» (OST: «Текст»)                                                                    | —                                              |
| 2019          | «Canada, NothAmerica»                                                                                | —                                              |
| 2020          | «неболей» (при уч. Zivert)                                                                           | —                                              |
| 2020          | «Не дотянуться до звёзд»                                                                             | «Баста 40»                                     |
| 2020          | «Беги пацан» (при уч. ODI)                                                                           | «Баста 40»                                     |
| 2020          | «На маяке» (при уч. Е! Вакуленко)                                                                    | «Баста 40»                                     |
| 2021          | «Белый кит»                                                                                          | «Баста 40»                                     |
| 2021          | «Ты была права»                                                                                      | —                                              |
| 2021          | «Рай.он (Niman Remix)» (при уч. Скриптонита)                                                         | «Рай.он»                                       |
| 2021          | «Любовь и страх» (при уч. Дворецкая)                                                                 | «Баста 40»                                     |
| 2021          | «Ты была права (Remix)»                                                                              | —                                              |
| 2022          | «Молодость» (при уч. Скриптонит)                                                                     | «Баста 40»                                     |
| 2022          | «Наугад» (при уч. Daria Yanina) (OST: «Одна»)                                                        | —                                              |
| 2022          | «Верю в тебя»                                                                                        | —                                              |
| 2022          | «Осень (20.22)» (при уч. Andro)                                                                      | —                                              |
| 2022          | «Aushpana»                                                                                           | —                                              |
| 2023          | «Где ты теперь и с кем» (совместно с HammAli & Navai)                                                | —                                              |
| 2023          | «Помни» (совместно с Straniza)                                                                       | «Страница 1» (альбом Straniza)                 |
| 2023          | «Кавабанга 2.0»                                                                                      | —                                              |
| 2024          | «Завтра» (совместно с Егором Кридом)                                                                 | «Меньше чем три» (альбом Егора Крида)          |
| Ноггано       | |                                                |
| Год           | Клип                                                                                                 | Альбом                                         |
| 2008          | «Еб*ный Насос…»                                                                                      | «Первый»                                       |
| 2008          | «Ну-ка, на-ка» (feat. Сява)                                                                          | «Бодрячком» (альбом Сявы)                      |
| 2009          | «Наше гетто» (feat. Купэ)                                                                            | —                                              |
| 2009          | «Вставляет нереально» (feat. АК-47)                                                                  | —                                              |
| 2009          | «С Новым Годом, Россия» (feat. Купэ)                                                                 | —                                              |
| 2009          | «Кто вспомнит обо мне» (feat. Витёк, Джордан Саддам и Акустик)                                       | —                                              |
| 2009          | «Мути без спешки»                                                                                    | «Тёплый»                                       |
| 2009          | «Клён» (feat. Птаха, Тато и Тати)                                                                    | «Ни о чём» (альбом Птахи)                      |
| 2009          | «Гарлем»                                                                                             | —                                              |
| 2009          | «Водка» (feat. Купэ)                                                                                 | «Тёплый»                                       |
| 2009          | «Просто Верь» (при уч. Витёк и Тати)                                                                 |                                                |
| 2010          | «Калифорния» (feat. Tati)                                                                            | «Тёплый»                                       |
| 2010          | «Качели» (feat. Guf)                                                                                 | «Тёплый»                                       |
| 2010          | «Тем, кто с нами» (feat. Guf и АК-47)                                                                | —                                              |
| 2010          | «Кирпичи»                                                                                            | «Первый»                                       |
| 2011          | «Жульбаны» (feat. «Крёстная семья»)                                                                  | —                                              |
| 2011          | «Будь здоров» (feat. Словетский)                                                                     | —                                              |
| 2011          | «Ростов-Город, Ростов-Дон»                                                                           | —                                              |
| 2012          | «В город на Неве» (feat. Купэ)                                                                       | —                                              |
| 2014          | «Облака»                                                                                             | «Тёплый»                                       |
| 2015          | «Собака съела товар»                                                                                 | «Лакшери»                                      |
| 2015          | «Дети капитана Гранта»                                                                               | «Лакшери»                                      |
| 2015          | «На восходе» (feat. Триагрутрика)                                                                    | «Т.Г.К.липсис» (альбом «Триагрутрики»)         |
| 2016          | «Russian Paradise» (feat. АК-47)                                                                     | —                                              |
| 2016          | «Ролексы»                                                                                            | «Лакшери»                                      |
| 2017          | «Ленинград» (feat. QП)                                                                               | —                                              |
| 2017          | «Кот, который тебя унизит»                                                                           | «Лакшери»                                      |
| 2017          | «Роза Ветров»                                                                                        | «Лакшери»                                      |
| 2017          | «Прикури от ствола»                                                                                  | «Лакшери»                                      |
| 2018          | «Волга» (feat. Крёстная семья)                                                                       | —                                              |
| 2020          | «Зомби» (feat. Lil Zombie) (OST: «Реальные пацаны против зомби»)                                     | —                                              |
| N1NT3ND0      | |                                                |
| Год           | Клип                                                                                                 | Альбом                                         |
| 2011          | «Intro»                                                                                              | N1NT3ND0                                       |
| 2011          | «Отмели» (feat. Крёстная семья)                                                                      | N1NT3ND0                                       |
| 2011          | «Гив ми мани» (feat. Тати)                                                                           | N1NT3ND0                                       |
| 2013          | «Отмели» (by Олег Груз) (ft. Крестная Семья)                                                         | N1NT3ND0                                       |
| Bratia Stereo | |                                                |
| Год           | Клип                                                                                                 | Альбом                                         |
| 2014          | «Ayayay» (ft. Tony Tonite)                                                                           | —                                              |
| 2014          | Тати — «Радуга» (Bratia Stereo Remix)                                                                | —                                              |
| Gorilla Zippo | |                                                |
| Год           | Клип                                                                                                 | Альбом                                         |
| 2020          | «Bad Bad Girl»                                                                                       | Vol.1                                          |
| 2020          | «Room Inside My Head»                                                                                | —                                              |
| 2020          | «Nobody Home» (ft. Kyivstoner)                                                                       | —                                              |

## Концертные видео
- 2007 — «Баста 1: Первый Концерт»[13]
- 2008 — «Videogaz № 1: Баста & Ко»[14]
- 2013 — «Баста — Большой концерт в Крокус Сити Холл»[15]
- 2015 — «Баста. Большой концерт в Олимпийском» (в двух частях)[16][17]
- 2017 — «Баста в „Олимпийском“ — концерт в 360°»[18]
- 2017 — «Баста — Акустика»[19]
- 2020 — «Gorilla Zippo — Live in Miami»[20]